# Bösebrücke
Die Bösebrücke ist eine Bogenbrücke in Berlin und verbindet über die Gleise der Fern- und S-Bahn die Ortsteile Prenzlauer Berg und Gesundbrunnen. Das im Verlauf der Bornholmer Straße liegende Bauwerk wird oft fälschlicherweise auch Bornholmer Brücke genannt. Die unter Denkmalschutz stehende erste genietete Stahlbrücke Berlins wurde 1916 als Hindenburgbrücke eröffnet und erhielt 1948 ihren heutigen Namen nach dem kommunistischen Widerstandskämpfer Wilhelm Böse.
Weltweit berühmt wurde die Brücke am 9. November 1989, dem Tag des Mauerfalls, als der Grenzübergang Bornholmer Straße am östlichen Ende der Bösebrücke der erste Übergang in Ost-Berlin war, der für DDR-Bürger geöffnet wurde.

## Lage

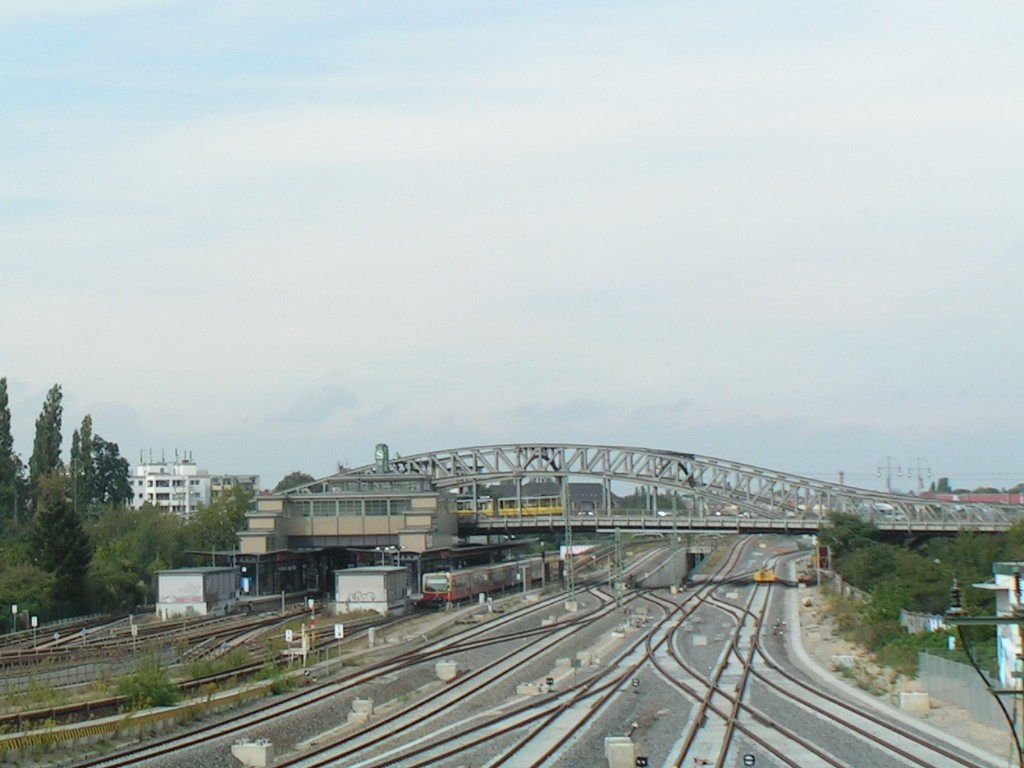
Bösebrücke und S-Bahn-Station

Die Bösebrücke verläuft in Ost-West-Richtung des Straßenzugs Bornholmer Straße – Osloer Straße und ist Teil des früheren nördlichen Stadtrings. Unter der Brücke befindet sich die 1935 eröffnete S-Bahn-Station Bornholmer Straße der Nord-Süd-S-Bahn. Über die Brücke führte bis 1961 und (wieder) seit dem 14. Oktober 1995 eine Straßenbahnstrecke.
Die Brücke ist als Dreifeldträger mit einer Gesamtlänge von 138,00 m ausgebildet. Die Öffnungsweiten betragen 25,50 m / 87,00 m / 25,50 m. Die Nutzbreite der Brücke ist 27,00 m, die Brückenfläche 3726 m².

## Geschichte

### Planung und Bau
Die niveaugleiche Kreuzung zwischen der Eisenbahn und der nach dem Hobrecht-Plan von Plötzensee bis Lichtenberg führenden Ringstraße entwickelte sich am Ende des 19. Jahrhunderts zu einem Verkehrshindernis. Deshalb erwog der Magistrat der Stadt Berlin den Bau einer Brücke über die Eisenbahn. Nach Prüfung verschiedener Entwürfe und Modelle kam eine stählerne Auslegerkonstruktion nach Plänen des Stadtbaurats Friedrich Krause und seiner Mitarbeiter Hedde, Sievers, Behrens, Pohl, Marcus und Heinzel in die Auswahl. Während bei einer Anzahl von Brücken diese Rahmen als Portalträger unter der Fahrbahn angeordnet werden konnten, lag bei der Hindenburgbrücke der Fall eines hochliegenden Rahmens vor. Der Baubeginn war im Sommer 1913, für die sorgfältige Ausführung der Metallarbeiten wurden zwischen den vorhandenen Gleisen hölzerne Lehrgerüste aufgestellt und größere Teile vor Ort zusammengenietet. Erst nachdem alle tragenden Teile fertig waren, senkte man die Konstruktion auf die stählernen Mittelstützen und die seitlichen Widerlager. Die Brücke aus Nickelstahl erhielt bei ihrer feierlichen Eröffnung am 11. September 1916 (während des Ersten Weltkriegs) den Namen Hindenburgbrücke. In die Bauzeit fiel die Generalmobilmachung, wodurch es zu Personal- und Materialengpässen kam.
„Die im Norden Berlins gelegene, kürzlich dem Verkehr übergebene Überführung der Bornholmer Straße, die in Zukunft den Namen „Hindenburgbrücke“ führen wird, bildet das Schlußglied eines Straßenzuges, der von Plötzensee bezw. über Weißensee, von Lichtenberg kommend, die Reichshauptstadt ringartig umfaßt, bislang aber durch die Stettiner und die Nordbahn unterbrochen wurde […]. Wie bei der nahen Swinemünder Brücke, ließen die frei zu überspannenden Weiten nur ein hochliegendes Tragwerk zu, da andernfalls die ohnehin schon sehr langen Rampen zu steil und für Fuhrwerke nicht mehr benutzbar geworden wären. Im Gegensatz zu den dort vorhandenen Hängegurten sind hier Bogenträger gewählt, die ihre Stützpunkte auf den Bürgersteigen der die Gleisanlagen begleitenden Straßen finden und diese noch mit Seitenarmen überbrücken, so daß Träger von 138 m Lange entstehen, deren in ganzer Ausdehnung sichtbare Obergurte das Brückenbild zu einer Einheit zusammenfassen, die es im Verhältnis größer erscheinen läßt als die um 90 m längere, durch die Portalspitzen scharf gegliederte Nachbarbrücke. Die Stützweite der Mittelöffnung beträgt 87 m, die der Seiten je 25,5 m.“ Die Fahrbahn in der Brückenmitte liegt auf einer Höhe von 56,6 m, an den Rändern auf 54,3 m (westlich) und 54,87 m (östlich). Die Höhe der benachbarten Straßenkreuzungen sind mit 48,6 m (Björnsonstraße) und 47,7 m (Sonderburger Straße) angegeben. Die Ausführungskosten betrugen rund 1,2 Millionen Mark (kaufkraftbereinigt in heutiger Währung: rund 4 Millionen Euro). Entwurf und Ausführung unterstanden der Oberleitung des Stadtbaurats für den Tiefbau Geheimen Baurat Krause.

### Im Zweiten Weltkrieg
Bei den Luftangriffen der Alliierten im Zweiten Weltkrieg nutzten die Piloten Eisenbahnstrecken und Brückenbauwerke zur Orientierung. Die Hindenburgbrücke erlitt weder bei den Luftangriffen noch während der Schlacht um Berlin 1945 größere Schäden. Am 5. Juli 1948 wurde sie nach dem kommunistischen Widerstandskämpfer Wilhelm Böse benannt, der am 14. August 1944 hingerichtet worden war.

### Die Brücke im geteilten Berlin

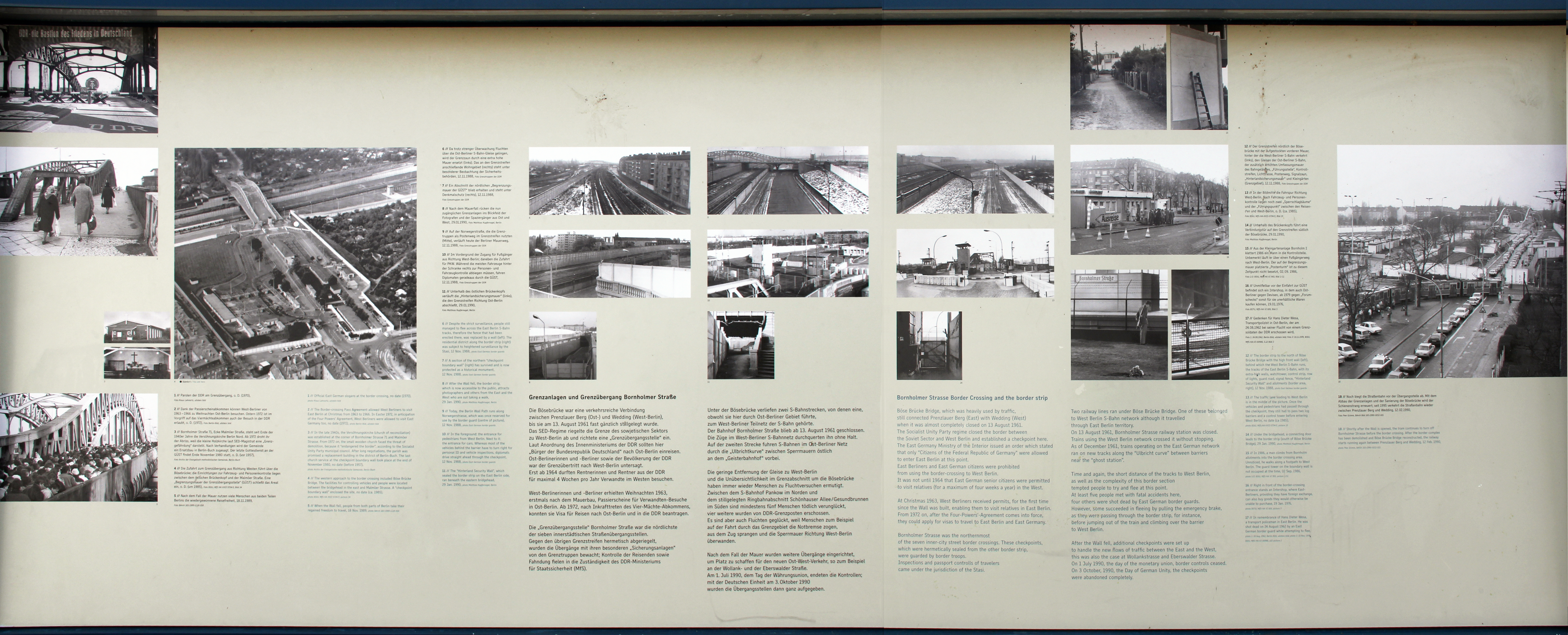
Die Informationstafel zur Geschichte des Ortes am Platz des 9. November 1989

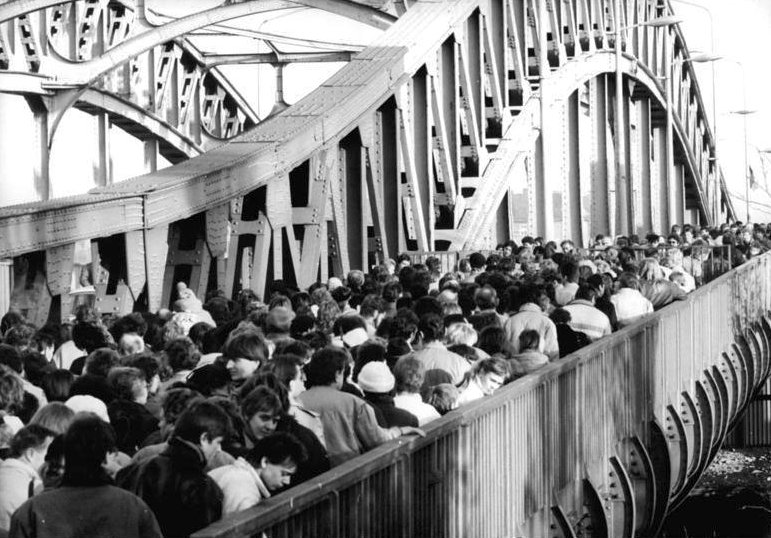
Die Bösebrücke mit zahlreichen DDR-Bürgern vor dem Grenzübergang Bornholmer Straße am 18. November 1989

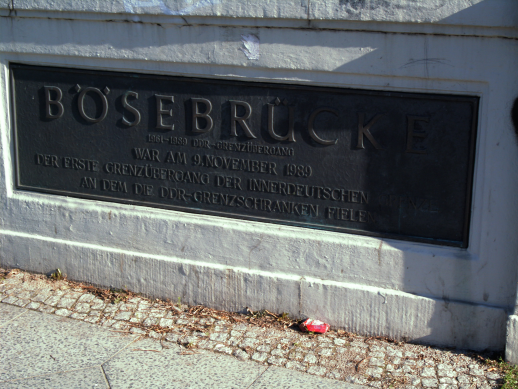
Bronzetafel an der Brücke zur Erinnerung an die Grenzöffnung (Tafel 1998 angefertigt von der Kunstgießerei Lauchhammer)

In der Viersektorenstadt Berlin gehörte die Brücke, sofern sie den Gleiskörper der Deutschen Reichsbahn überspannte, zum Sowjetischen Sektor, während ihre 30 westlichen Meter im Französischen Sektor lagen. Seit dem Bau der Berliner Mauer am 13. August 1961 markierte unterhalb der Brücke ein stacheldrahtgekrönter Drahtgitterzaun die direkt am westlichen Gleis verlaufende Sektorengrenze. An der Brücke errichtete die DDR den Grenzübergang Bornholmer Straße für Personenkraftwagen und Fußgänger. Die Reichsbahn legte den S-Bahnhof Bornholmer Straße still. Er wurde zunächst ohne Halt durchfahren, später verlegte man die Gleise und die Züge fuhren mit Höchstgeschwindigkeit durch diesen Abschnitt. Für die Straßenbahn im Ostteil der Stadt wurde vor der Brücke eine Wendeschleife an der Björnsonstraße errichtet.
Unterhalb der Brücke wurde am 23. August 1962 der flüchtende DDR-Transportpolizist Hans-Dieter Wesa, der bereits West-Berliner Gebiet erreicht hatte, von einem Kameraden erschossen. An den Gewaltakt erinnerte jahrelang ein Gedenkkreuz auf dem toten Straßenbahngleis am westlichen Ende der Brücke. Von 1983 bis 1985 setzte West-Berlin den im Bezirk Wedding liegenden Brückenabschnitt umfangreich instand.
Die Mitarbeiter westlicher Botschaften benutzten seinerzeit den Fahrstreifen für Diplomaten („CD-Spur“), um nach West-Berlin zum Einkauf zu fahren. Aufgrund ihres diplomatischen Status wurden sie nicht kontrolliert. Diesen Umstand nutzte der Chefkoch der Schweizer Botschaft, Peter Gross, um seine DDR-Freundin über die Bösebrücke zu schmuggeln. Er wurde am 1. Februar 1975 bei einer Kontrolle am Grenzübergang Bornholmer Straße verhaftet. Nach diesem Vorgang entstand zudem der Film Einmal Ku’damm und zurück (1985).

### Fall der Mauer
Am Abend des 9. November 1989 öffneten die Grenztruppen der DDR diesen Grenzübergang als ersten, um dem Druck der Massen von Ost-Berliner Seite nachzugeben. Dies war der Beginn des Falls der Berliner Mauer. Am 9. November 2013 wurde ein Bereich des damaligen Grenzübergangs zum Gedenken an dieses Ereignis in „Platz des 9. November 1989“ benannt. Auf einer großen Informationstafel erläutern anhand historischer Fotos Texte in deutscher und englischer Sprache die Ereignisse vor Ort von 1961 bis 1990. Die Bösebrücke war einer der Hauptorte der temporären, 15,3 Kilometer langen Installation Lichtgrenze vom 7. bis 9. November 2014.

### Verkehrs- und Statikprobleme nach der Wende

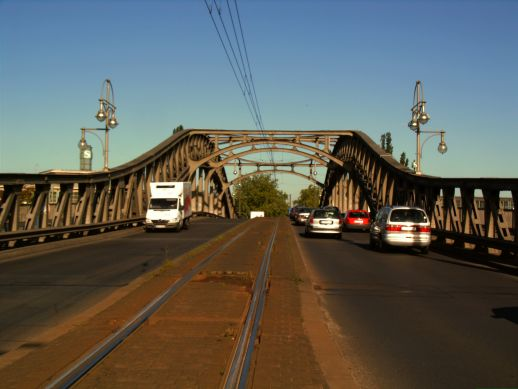
Gleisverschlingung der Straßenbahn über die Brücke

Wegen der für vierstreifigen Verkehr geringen Straßenbreite wurde nach der Maueröffnung zeitweilig ein Abriss und Neubau der Bösebrücke diskutiert. Der bestehende Denkmalschutz führte dagegen zur Brücken-Sanierung mit Teilerneuerungen der vier Treppenanlagen zum Bahnhof. Die dazu notwendigen Arbeiten begannen im Sommer 1991 und wurden am 9. Februar 1995 abgeschlossen. Die Kosten der Komplett-Sanierung betrugen 26 Millionen Mark. Schwierig war die Wiederinbetriebnahme der Straßenbahnstrecke, die über die Bösebrücke bis zum Virchow-Klinikum geführt wurde. Damit die Bahnen in jeder Richtung ohne Weichen in ihrem jeweiligen Gleis fahren können, waren die Schienen bis Mitte 2016 als Gleisverschlingung realisiert. Der auf der Brücke beidseitig verbleibende Fahrstreifen für den Kfz-Verkehr entspricht nicht den Normbreiten für je zwei Fahrstreifen, weswegen direkt auf der Brücke keine Fahrstreifenmarkierungen aufgebracht wurden.
Im Jahr 2008 ergaben Untersuchungen des Brückenstahls, dass zur Gewährleistung der Standsicherheit eine weitere Sanierung notwendig ist. Außerdem müssen Fahrbahnschäden beseitigt und Abdichtungen sowie sämtliche über die Brücke führenden Versorgungsleitungen erneuert werden. Im Dezember 2008 wurde als möglicher Beginn der Instandsetzung das Jahr 2010 angegeben.

„Als die Senatsverwaltung für Stadtentwicklung und Umwelt die Bösebrücke im Jahr 2012 statisch überprüfte, stellte sich in Verbindung mit Materialproben heraus, dass die geforderte Belastbarkeit langfristig nicht mehr gewährleistet ist.“

Im Juli 2015 starteten auf zwei Jahre angelegte Sanierungsarbeiten, bei denen es vor allem um eine Verstärkung und Gewichtsverringerung der Brücke ging, um dem wachsenden Verkehr gewachsen zu sein. Im Zuge der Sanierungsarbeiten wurde die Gleisverschlingung beseitigt und durch einen eingleisigen Abschnitt mit Weichen an den Enden ersetzt. Am 9. August 2017 wurde die Brücke für den Verkehr in beide Richtungen wieder freigegeben und die Umleitung über Jülicher-, Behm- und Malmöer Straße abgebaut.

## Konstruktion
Die stählerne Brücke ist als Zweigelenkbogen mit beiderseitigen Kragarmen und gelenkig angeschlossenen Endfeldern sowie eingehängter Brückenplatte ausgeführt. In der Oberkonstruktion sind beidseitig Lichtmaste integriert. Die gesamte Brückenfläche wird mit 3726 m² angegeben. Die Brücke trägt beidseitig sechs Meter breite Fußwege, die gesamte Fahrbahn ist 15 Meter breit.
„Das Haupttragwerk besteht im Mittelfeld aus zwei bogenförmigen, genieteten Eisenfachwerkträgern, welche die Mittelöffnung überspannen. Die Fachwerke sind V-förmig bis zur Oberkante Gelände herabgeführt und über massive Kämpferfundamente aus Stampfbeton beidseitig der Bahntrassen tiefgegründet. Die Hauptträger kragen 7,50 m in die Seitenfelder aus und bilden die Auflager für die in den Seitenfeldern vorhandenen Schleppträger. Die Schleppträger bestehen aus nahezu parallelgurtigen Fachwerkträgern. Die Bösebrücke ist in den Widerlagerachsen auf Stelzenlagern gelagert. Die Zwischenstützungen sind auf gelenkigen, allseits festen Lagern gelagert. Im Mittelfeld ist die Fahrbahnkonstruktion über Hänger an das Bogentragwerk gekoppelt, in den Endfeldern direkt an die Fachwerke der Untergurte angeschlossen.“
Die Bösebrücke ist als Baudenkmal in der Berliner Denkmalliste verzeichnet.

## Rezeption
Das Lied und das Video Where are we now? des Pop-Musikers David Bowie erinnerten 2013 mit den Zeilen “Twenty thousand people cross Bösebrücke, fingers are crossed, just in case” an die Nacht vom 9. zum 10. November 1989.
Die Ereignisse auf der Brücke am 9. November 1989 sind auch immer wieder Sujets in Filmen. Auf Grund des hohen Verkehrsaufkommen auf der Bösebrücke werden die Szenen dazu jedoch meist auf der nahegelegenen Swinemünder Brücke gedreht, die eher für ein paar Tage gesperrt werden kann, so zum Beispiel für die Filme Das Wunder von Berlin oder Bornholmer Straße.